# Platypalpus vulnificus
Platypalpus vulnificus är en tvåvingeart som beskrevs av Axel Leonard Melander 1927. Platypalpus vulnificus ingår i släktet Platypalpus och familjen puckeldansflugor.
Artens utbredningsområde är Montana. Inga underarter finns listade i Catalogue of Life.